# Air Groove
Air Groove (1993-2013), en japonais エアグルーヴ, est une jument de course pur-sang anglais japonaise, élue cheval de l'année au Japon en 1997 puis grande poulinière. 

## Carrière de courses
Élevée par Northern Farm, Air Groove débute à 2 ans et remporte deux victoires avant de s'aligner au départ du Hanshin Juvenile Fillies, la grande épreuve pour les pouliches de 2 ans. Elle y est devancée par Biwa Heidi, mais pose ses jalons en vue de la saison classique. En 1996, Air Groove fait sa rentrée dans le Tulip Sho, une préparatoire aux classiques où elle met à l'amende cette même Biwa Heidi (future mère de Buena Vista) qui l'avait battue à 2 ans. Cette prise de pouvoir, la pouliche ne peut toutefois la confirmer dans le Oka Shō, première manche de la triple couronne des pouliches, victime d'une fièvre peu avant la course. On la retrouve fin mai pour le deuxième volet, le Yūshun Himba, où elle s'impose sans coup férir. En revanche, elle échoue complètement dans le Shuka Shō, victime d'une fracture durant le parcours qui l'éloigne des pistes durant plusieurs mois. 
De retour à 4 ans, Air Groove montre qu'elle n'a rien perdu de son talent en remportant deux courses durant l'été, puis trouve la consécration dans le Tenno Sho d'automne, dans lequel elle devance un peloton exclusivement masculin. Elle devient la première jument à remporter cette épreuve depuis Pretty Cast en 1980, et la première jument depuis que la distance de la course est passée à 2 000 mètres. Dans la Japan Cup, elle affronte le champion anglais Pilsudski, qui reste sur une victoire dans les Champion Stakes et une place de dauphin de Peintre Célèbre dans le Prix de l'Arc de Triomphe. La lutte est farouche, mais Pilsudski a le dernier mot, d'une encolure, lui infligeant la première défaite de sa saison. Un mois plus tard elle en subit une seconde dans l'Arima Kinen, mais cela ne l'empêche pas d'être sacrée cheval de l'année au Japon, une première pour une femelle depuis Tomei en 1971.  
Air Groove poursuit sa carrière à 5 ans. Cette dernière année de compétition n'est ponctuée que de deux victoires, dans le Ōsaka Hai pour sa rentrée en avril, et dans le Sapporo Kinen en août. Mais la championne décroche des accessits au plus haut niveau :  troisième du Takarazuka Kinen et de la Queen Elizabeth II Cup, et deuxième de la Japan Cup, devancée par le grand El Condor Pasa. Elle qui, hormis sa mésaventure dans le Shuka Shō, ne sera jamais descendue du podium en 17 courses, achève sa carrière par une demi fausse note dans l'Arima Kinen, où elle ne peut faire mieux que cinquième.  

### Résumé de carrière
| Date        | Hippodrome  | Pays        | Course                   | Statut      | Distance    | Jockey            | Place       | Écart       | Vainqueur ou deuxième |
| 1995, 2 ans | 1995, 2 ans | 1995, 2 ans | 1995, 2 ans              | 1995, 2 ans | 1995, 2 ans | 1995, 2 ans       | 1995, 2 ans | 1995, 2 ans | 1995, 2 ans           |
| ----------- | ----------- | ----------- | ------------------------ | ----------- | ----------- | ----------------- | ----------- | ----------- | --------------------- |
| 8 juillet   | Sapporo     | Japon       | Inédits                  |             | 1 200 m     | Yutaka Take       | 2e / 9      | encolure    | Meinel Ransom         |
| 30 juillet  | Sapporo     | Japon       | Maiden                   |             | 1 200 m     | Yutaka Take       | 1er / 7     | 4 ¾         | Daiwa Texas           |
| 29 octobre  | Tokyo       | Japon       | Icho Stakes              |             | 1 600 m     | Yutaka Take       | 1er / 11    | 1 ½         | Mountain Stone        |
| 3 décembre  | Hanshin     | Japon       | Hanshin Juvenile Fillies | Gr. 1       | 1 600 m     | Michael Kinane    | 2e / 11     | 1/2         | Biwa Heidi            |
| 1996, 3 ans |             |             |                          |             |             |                   |             |             |                       |
| 2 mars      | Hanshin     | Japon       | Tulip Sho                | Gr. 3       | 1 600 m     | Olivier Peslier   | 1er / 14    | 5           | Biwa Heidi            |
| 26 mai      | Tokyo       | Japon       | Yūshun Himba             | Gr. 1       | 2 400 m     | Yutaka Take       | 1er / 18    | 1 ½         | Fight Gulliver        |
| 20 octobre  | Kyoto       | Japon       | Shuka Shō                | Gr. 1       | 2 000 m     | Yutaka Take       | 10e / 18    |             | Fabulous La Fouine    |
| 1997, 4 ans |             |             |                          |             |             |                   |             |             |                       |
| 22 juin     | Hanshin     | Japon       | Mermaid Stakes           | Gr. 3       | 2 000 m     | Yutaka Take       | 1er / 13    | 1/2         | Sing Like Talk        |
| 17 août     | Sapporo     | Japon       | Sapporo Kinen            | Gr. 2       | 2 000 m     | Yutaka Take       | 1er / 13    | 2 ½         | Erimo Chic            |
| 26 octobre  | Tokyo       | Japon       | Tenno Sho (Automne)      | Gr. 1       | 2 000 m     | Yutaka Take       | 1er / 16    | encolure    | Bubble Gum Fellow     |
| 23 novembre | Tokyo       | Japon       | Japan Cup                | Gr. 1       | 2 400 m     | Yutaka Take       | 2e / 14     | encolure    | Pilsudski             |
| 21 décembre | Nakayama    | Japon       | Arima Kinen              | Gr. 1       | 2 500 m     | Olivier Peslier   | 3e / 16     | 1/2         | Silk Justice          |
| 1998, 5 ans |             |             |                          |             |             |                   |             |             |                       |
| 5 avril     | Hanshin     | Japon       | Ōsaka Hai                | Gr. 2       | 2 000 m     | Yutaka Take       | 1er / 9     | 1/2         | Mejiro Dober          |
| 21 juin     | Hanshin     | Japon       | Naruo Kinen              | Gr. 2       | 2 000 m     | Yutaka Take       | 2e / 14     | 3           | Sunrise Flag          |
| 12 juillet  | Hanshin     | Japon       | Takarazuka Kinen         | Gr. 1       | 2 200 m     | Yutaka Take       | 3e / 13     | 1 ½         | Silence Suzuka        |
| 23 août     | Sapporo     | Japon       | Sapporo Kinen            | Gr. 2       | 2 000 m     | Yutaka Take       | 1er / 12    | 3           | Silent Hunter         |
| 15 novembre | Kyoto       | Japon       | Queen Elizabeth II Cup   | Gr. 1       | 2 200 m     | Norihiro Yokoyama | 3e / 14     | 2           | Mejiro Dober          |
| 29 novembre | Tokyo       | Japon       | Japan Cup                | Gr. 1       | 2 400 m     | Norihiro Yokoyama | 2e / 15     | 2 ½         | El Condor Pasa        |
| 27 décembre | Nakayama    | Japon       | Arima Kinen              | Gr. 1       | 2 500 m     | Yutaka Take       | 5e / 16     | 4 ¾         | Grass Wonder          |

## Au haras

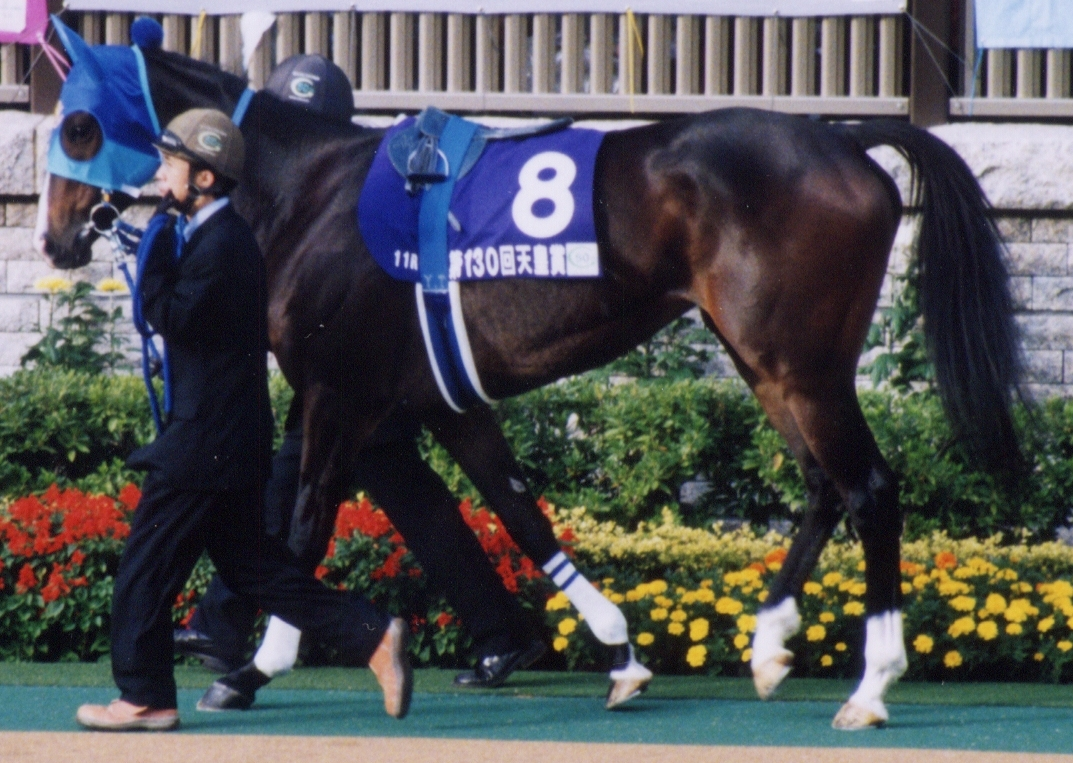
Admire Groove

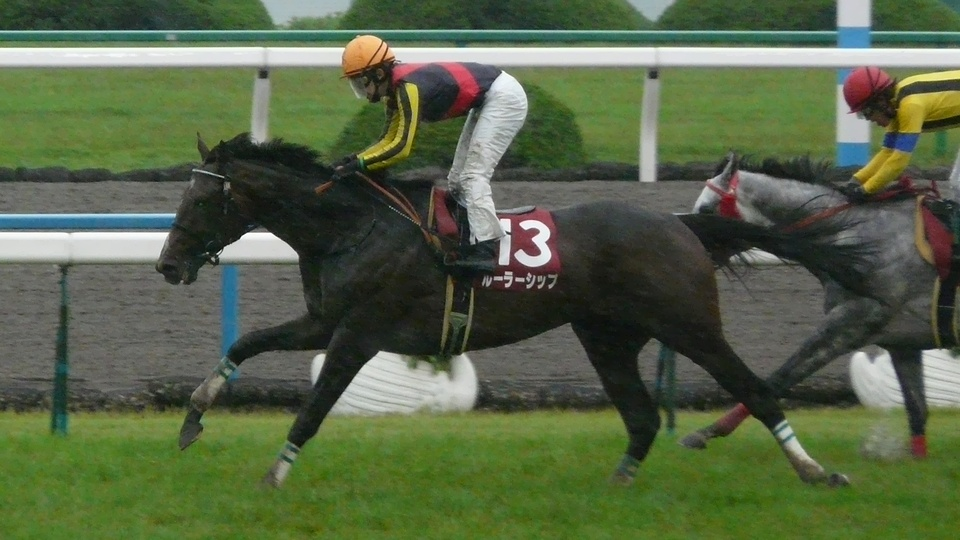
Rulership

Air Groove n'a pas fini de faire parler d'elle. Au haras, elle se révèle immense poulinière, donnant 11 produits avant sa mort en avril 2013. Parmi eux, dix vainqueurs, quatre lauréats de courses de groupe dont deux champions, Admire Groove et Rulership, et une trace durable dans l'élevage japonais. 
- Admire Groove (2000, par Sunday Silence) : acquise yearling pour plus de 240 millions de yens, soit 2,2 millions de dollars à l'époque. Double lauréate de la Queen Elizabeth II Cup, lauréate des Rose Stakes (Gr.2), Hanshin Himba Stakes (Gr.2) et des Mermaid Stakes (Gr.3). Mère de :
  - Duramente (par King Kamehameha) : Vainqueur du Satsuki Shō et du Tokyo Yushun, champion de sa génération à 3 ans. S'annonçait comme un excellent étalon, mais disparu précocement. Père de Titleholder (Kikuka Shō, Tenno Shō (printemps), Takarazuka Kinen), Stars on Earth (Oka Shō, Yūshun Himba) et Liberty Island (triple couronne des pouliches, deuxième du crack Equinox dans la Japan Cup).
  - Admire Sceptre (par King Kamehameha) : 2e Keihan Hai (Gr.2), 3e Sho Swan Stakes (Gr.2), Sapporo Nisai Stakes (Gr.3), Fairy Stakes (Gr.3).
- Into The Groove (2001, par Sunday Silence) : 4 victoires.
- Samurai Heart (2002, par Sunday Silence) : 3 victoires.
- Sonic Groove (2003, par French Deputy).
- Thesunday Fusaichi (2004, par Dance in The Dark) : acquis yearling pour plus de 500 millions de yens, soit 4,5 millions de dollars à l'époque. 3 victoires.
- Portofino (2005, Kurofune) : 3 victoires. Mère de : 
  - Porte d'Auteuil (par Deep Impact) : 2e Kyoto Shimbun Hai (Gr.2), Kisaragi Sho (Gr.3).
- Forgettable (2006, par Dance in The Dark) : acquis yearling pour plus de 250 millions de yens, soit 2,3 millions de dollars à l'époque. Stayers Stakes (Gr.2), Diamond Stakes (Gr.3), 2e Kikuka Shō, 3e St.Lite Kinen (Gr.2), Hanshin Daishoten (Gr.2).
- Rulership (2007, par King Kamehameha) : Queen Elizabeth II Cup, Nikkei New Year's Cup (Gr.2), Kinshachi Sho (Gr.2), American Jockey Club Cup (Gr.2), 2e Takarazuka Kinen, 3e Tenno Sho (Automne), Japan Cup, Arima Kinen.
- Gullveig (2008, par Deep Impact) : Mermaid Stakes (Gr.3). Mère de : 
  - Andvaranaut (par King Kamehameha) : Rose Stakes (Gr.2), 2e Hanshin Himba Stakes (Gr.2), 3e Shuka Shō.
- Last Groove (2010, par Deep Impact) : acquise yearling pour plus de 380 millions de yens, soit 5 millions de dollars à l'époque. 1 victoire. Mère de :
  - Red Mon Reve (par Lord Kanaloa) : Keio Hai Sprint Cup (Gr.2).
- Chopin (2013, par King Kamehameha) : 3 victoires.

## Origines
Air Groove est née dans la pourpre. Elle est une fille de l'Italien Tony Bin (1983-2000), qui fut le premier vainqueur du Prix de l'Arc de Triomphe à faire la monte au Japon, où il a très bien réussi, obtenant un titre de tête de liste des étalons. On lui doit également Jungle Pocket, vainqueur du Derby et de la Japan Cup, élu cheval de l'année en 2001, les classiques Vega (Oka Sho, Yushun Himba) et Winning Ticket (Tokyo Yushun), ou encore les excellents North Flight (Yasuda Kinen, Mile Championship) et Telegnosis (NHK Mile Cup). 
Sa mère, Dyna Carle, fut l'une des meilleures pouliches de sa génération, lauréate du Yushun Himba, troisième des Oka Sho et quatrième de l'Arima Kinen, sacrée pouliche de l'année à 2 et 3 ans. La lignée a été introduite au Japon en 1968 à la faveur de l'importation de Peroxide, la troisième mère d'Air Groove. 

### Pedigree
| Origines de Air Groove (JPN), jument baie née en 1993 | Origines de Air Groove (JPN), jument baie née en 1993 | Origines de Air Groove (JPN), jument baie née en 1993 | Origines de Air Groove (JPN), jument baie née en 1993 |
| ----------------------------------------------------- | ----------------------------------------------------- | ----------------------------------------------------- | ----------------------------------------------------- |
| Père Tony Bin 1983                                    | Kampala 1976                                          | Kalamoun                                              | Zeddaan                                               |
| Père Tony Bin 1983                                    | Kampala 1976                                          | Kalamoun                                              | Khairunissa                                           |
| Père Tony Bin 1983                                    | Kampala 1976                                          | State Pension                                         | Only for Life                                         |
| Père Tony Bin 1983                                    | Kampala 1976                                          | State Pension                                         | Lorelei                                               |
| Père Tony Bin 1983                                    | Severn Bridge 1965                                    | Hornbeam                                              | Hyperion                                              |
| Père Tony Bin 1983                                    | Severn Bridge 1965                                    | Hornbeam                                              | Thicket                                               |
| Père Tony Bin 1983                                    | Severn Bridge 1965                                    | Priddy Fair                                           | Preciptic                                             |
| Père Tony Bin 1983                                    | Severn Bridge 1965                                    | Priddy Fair                                           | Campanette                                            |
| Mère Dyna Carle 1980                                  | Northern Taste 1971                                   | Northern Dancer                                       | Nearctic                                              |
| Mère Dyna Carle 1980                                  | Northern Taste 1971                                   | Northern Dancer                                       | Natalma                                               |
| Mère Dyna Carle 1980                                  | Northern Taste 1971                                   | Lady Victoria                                         | Victoria Park                                         |
| Mère Dyna Carle 1980                                  | Northern Taste 1971                                   | Lady Victoria                                         | Lady Angela                                           |
| Mère Dyna Carle 1980                                  | Shadai Feather 1973                                   | Guersant                                              | Bubbles                                               |
| Mère Dyna Carle 1980                                  | Shadai Feather 1973                                   | Guersant                                              | Montagnana                                            |
| Mère Dyna Carle 1980                                  | Shadai Feather 1973                                   | Peroxide                                              | Never Say Die                                         |
| Mère Dyna Carle 1980                                  | Shadai Feather 1973                                   | Peroxide                                              | Feather Ball (famille 8-f)                            |